# IC 2938-3
IC 2938-3 — галактика типу C (компактна галактика) у сузір'ї Лев.
Цей об'єкт міститься в оригінальній редакції індексного каталогу.